# Mortelle Randonnée
Mortelle Randonnée är en fransk thrillerfilm från 1983 i regi av Claude Miller.
Filmen är baserad på Marc Behms roman The Eye of the Beholder.

## Rollista i urval
- Michel Serrault – Beauvoir
- Isabelle Adjani – Catherine Leiris / Lucie Brentano
- Geneviève Page – Madame Schmidt-Boulanger
- Sami Frey – Ralph Forbes
- Macha Méril – Madeleine
- Patrick Bouchitey – Michel de Meyerganz
- Jean-Claude Brialy – Voragine
- Étienne Chicot – Lerner